# Valtierra de Albacastro
Valtierra de Albacastro es una localidad situada en la provincia de Burgos, comunidad autónoma de Castilla y León (España), comarca de Páramos, ayuntamiento de Rebolledo de la Torre.

## Datos generales
En 2020, contaba con 14 habitantes. Está situado a 4 km al este de la capital del municipio, Rebolledo de la Torre, en la carretera que, atravesando Rebolledo de Traspeña, conduce a Humada, en la vertiente norte de Peña Amaya. Se encuentra a 74 kilómetros de Burgos.
Está en un valle entre Peña Mesa y Peña Castro.

## Historia
Se han descrito asentamientos amurallados cántabros de la Edad de Hierro en la Cruz. Están catalogados un yacimiento arqueológico del Neolítico o Calcolítico y otro medieval.
Valtierra aparece en una carta fechada en 1082, en la que el presbítero Vermudo se entrega a San Pedro de Cardeña, haciendo donación de sus casas
y solares en Naveros de Pisuerga y de un solar con su herrén en Valtierra, en la que entre los testigos figura omni concilio de Ualterra.
En el censo pesquisa que manda hacer el rey Pedro I en toda Castilla en 1352, que más tarde dio lugar al llamado “Libro de las Behetrías, aparece su nombre.
Lugar que formaba parte de la Cuadrilla de Amaya en el Partido de Villadiego. Era uno de los catorce lugares que formaban la Intendencia de Burgos, durante el periodo comprendido entre 1785 y 1833. En el Censo de Floridablanca de 1787 figura como jurisdicción de señorío siendo su titular el duque de Frías.
Antiguo municipio de Castilla la Vieja en el partido de Villadiego código INE- 095168 
En el censo de la matrícula catastral contaba con 9 hogares y 25 vecinos.
Entre el censo de 1857 y el anterior, este municipio desaparece porque se integra en el municipio de Rebolledo de la Torre.

## Iglesia parroquial
- Titular: San Andrés Apóstol,[4] dependiente de la parroquia de Barrios de Villadiego
- Arciprestazgo: Amaya
- Unidad Pastoral: Humada-Amaya

Es de planta de salón y cabecera cuadrangular. Torre de poca altura. Estilo tardogótico con algunos restos románicos y canecillos reutilizados. Pila bautismal románica, representando a los 12 apóstoles y a quien se supone que es Jesucristo, muy similar a la de Albacastro que está en el Museo del Retablo de Burgos.

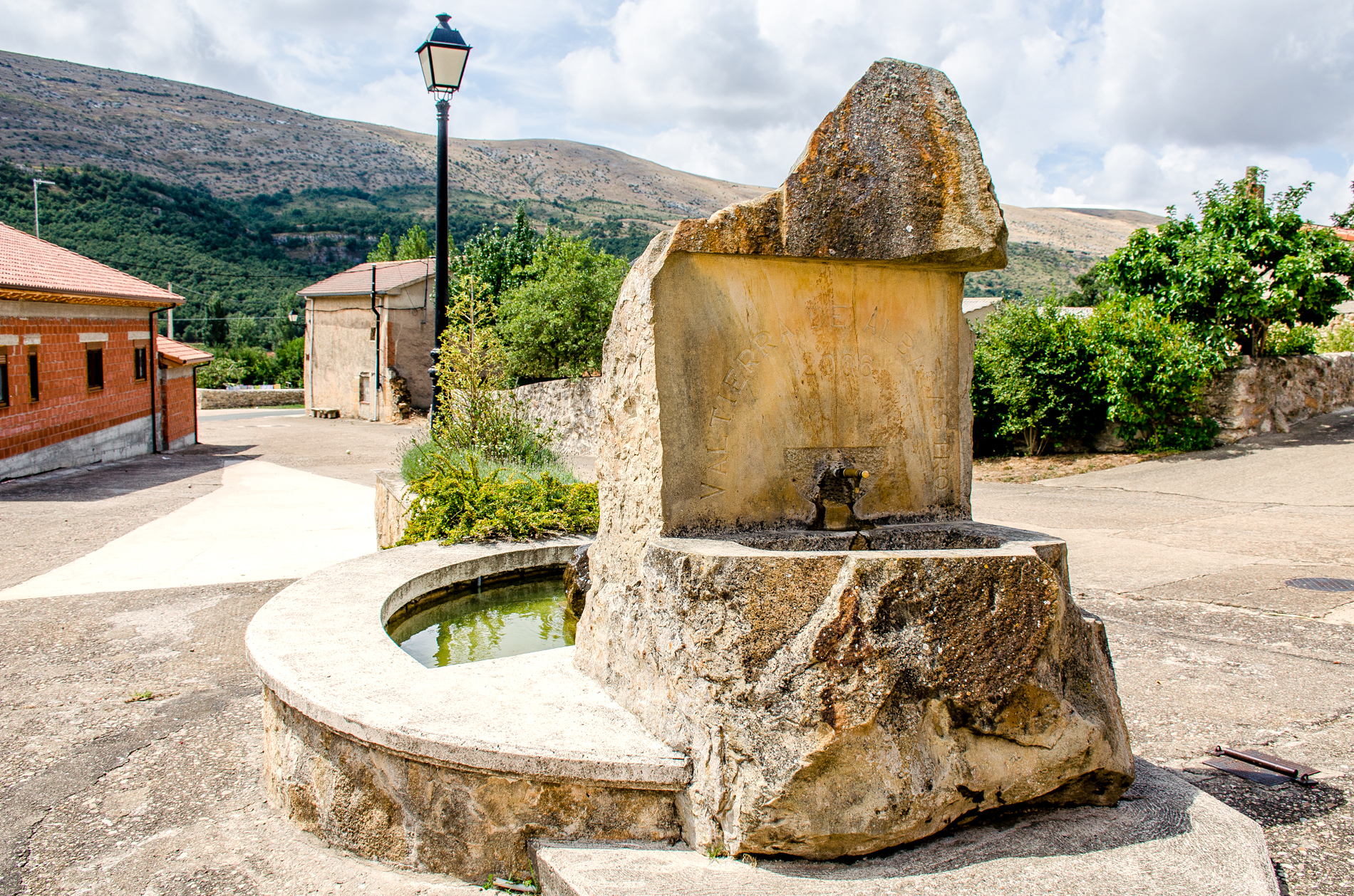
Moderna fuente de piedra en la plaza

## Otros datos
- En Valtierra de Albacastro se encuentra el origen formal del apellido Fontaneda, estando este hecho constatado en los libros parroquiales del principios del siglo XVI.[cita requerida]
- Junto al pueblo hay una plaza de tientas para vaquillas de raza de lidia.[5]